# Ommen
Cet article possède des paronymes, voir Omen, Oomen et Hommen.
Ommen est une ville et une commune néerlandaise, en province d'Overijssel dans l'est du pays.

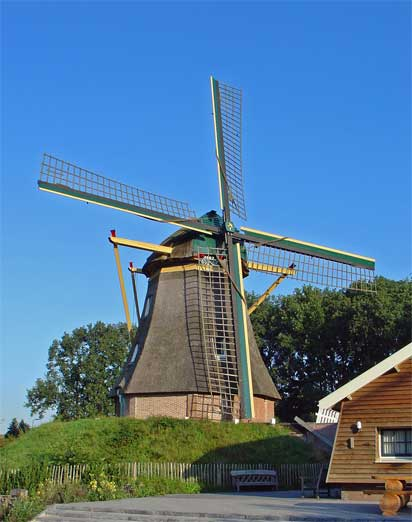
Ommen, moulin de Besthmen

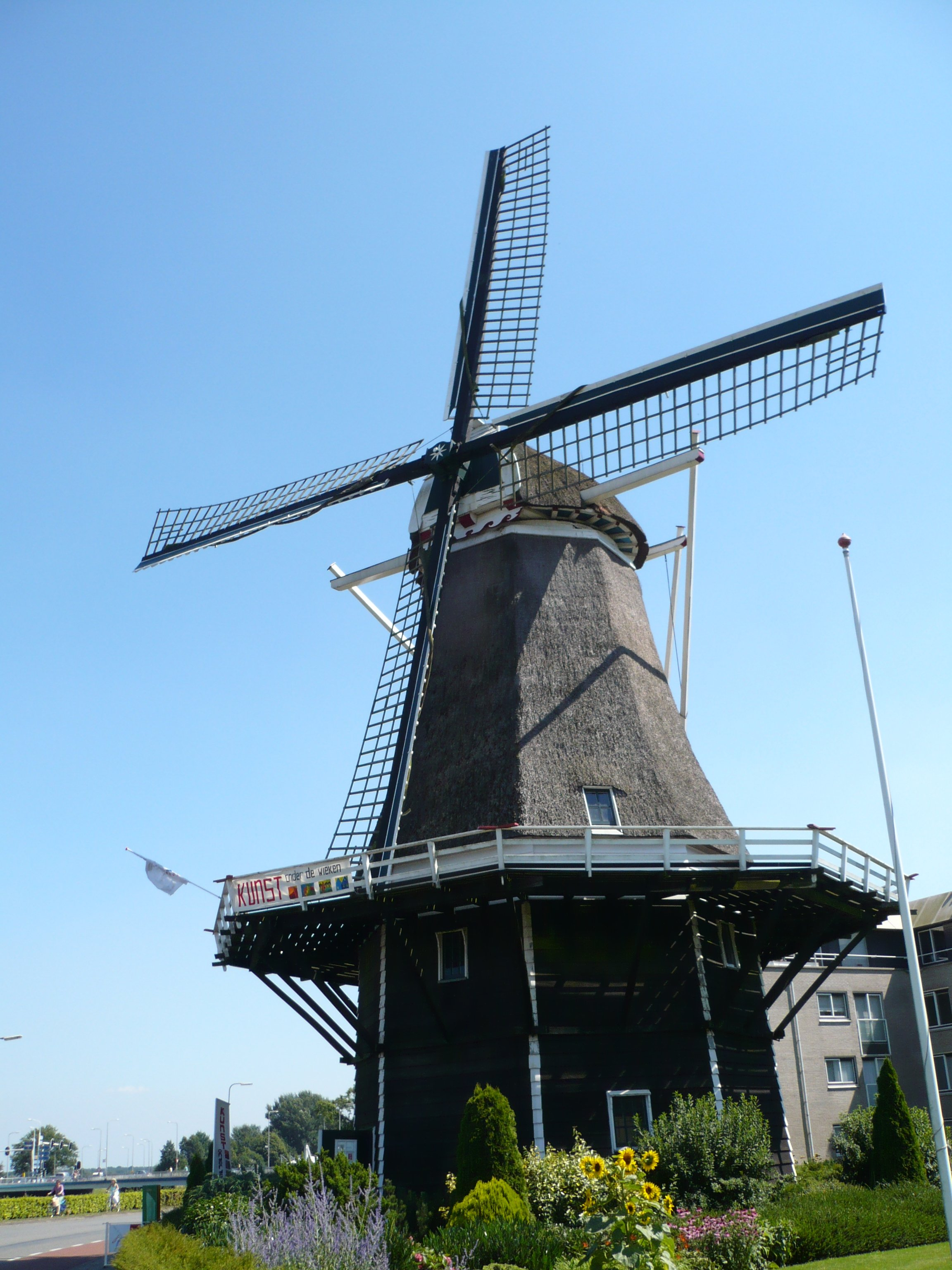
Ommen, moulin Konijnenbelt

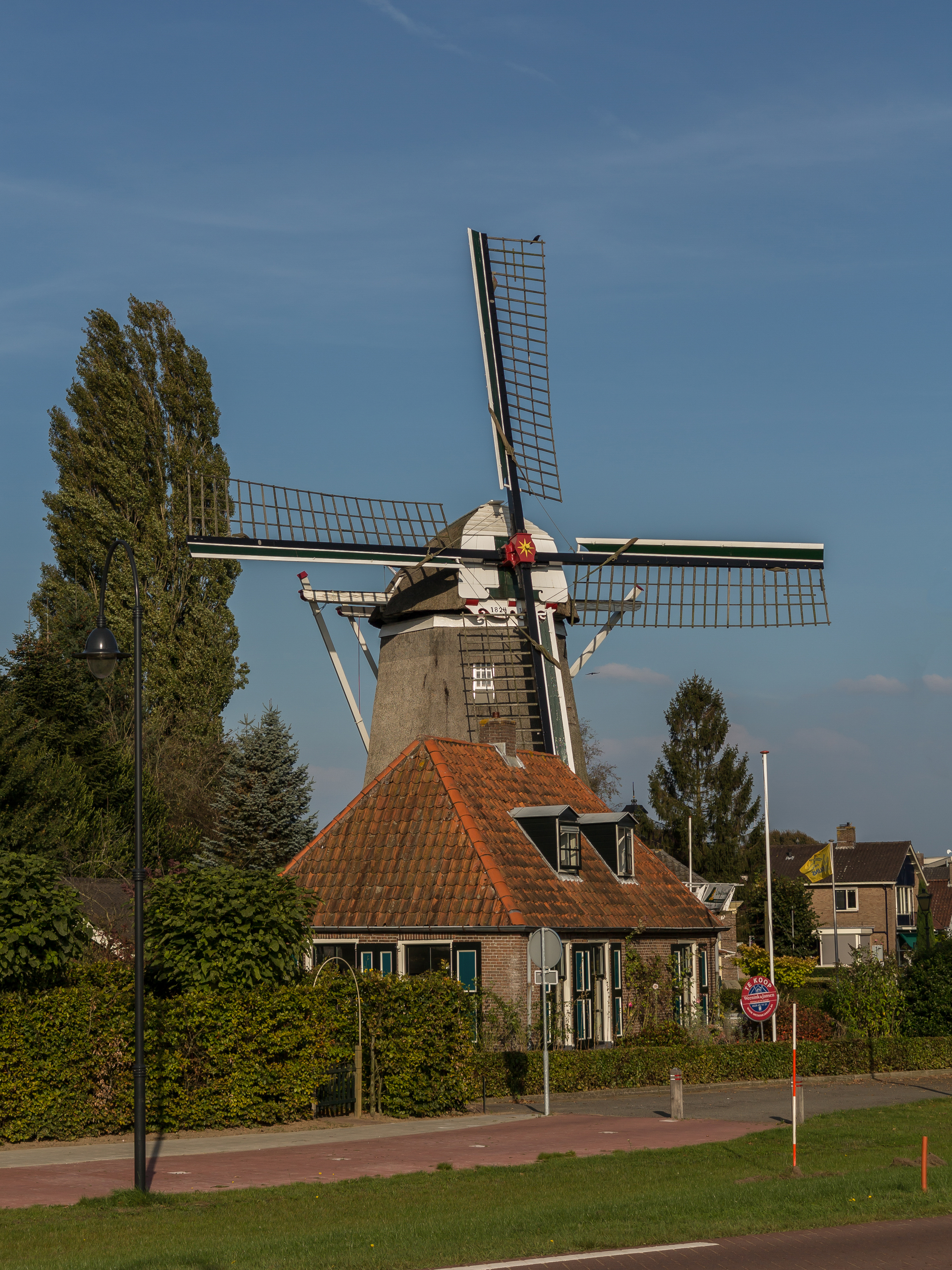
Ommen, moulin Den Oordt

## Histoire
Ommen fut une commune indépendante avant le 1er juillet 1818 et l'est de nouveau depuis le 1er mai 1923. En 1818, Ommen fut scindée en trois communes distinctes : la ville (commune de Stad Ommen), la campagne environnante (commune de Ambt Ommen), et la partie septentrionale qui devient Avereest. En 1923, Ambt Ommen et Stad Ommen sont de nouveau regroupés en une seule commune.
Durant la Seconde Guerre mondiale, le camp de concentration Erika est érigé dans la ville. Celle-ci est sous la coupe du Waffen SS Herbertus Bikker, surnommé « le boucher d'Ommen ». Jugé par une cour hollandaise et condamné à mort, il s'échappe de prison en 1952, puis vit en Allemagne à Hagen où son passé est révélé en 1995.